# Sportfreunde Stiller/Diskografie
Diese Diskografie ist eine Übersicht über die musikalischen Werke der deutschen Indie-Rock-Band Sportfreunde Stiller und ihrer Pseudonyme wie Stiller. Den Schallplattenauszeichnungen zufolge hat sie bisher mehr als drei Millionen Tonträger verkauft, davon alleine in ihrer Heimat über 2,8 Millionen. Ihre erfolgreichste Veröffentlichung ist die Single Ein Kompliment mit über 900.000 verkauften Einheiten.

## Alben

### Studioalben
| Jahr | Titel Musiklabel                                | Höchstplatzierung, Gesamtwochen, AuszeichnungChartplatzierungen (Jahr, Titel, Musiklabel, Platzierungen, Wochen, Auszeichnungen, Anmerkungen) | Höchstplatzierung, Gesamtwochen, AuszeichnungChartplatzierungen (Jahr, Titel, Musiklabel, Platzierungen, Wochen, Auszeichnungen, Anmerkungen) | Höchstplatzierung, Gesamtwochen, AuszeichnungChartplatzierungen (Jahr, Titel, Musiklabel, Platzierungen, Wochen, Auszeichnungen, Anmerkungen) | Anmerkungen                                             |
| Jahr | Titel Musiklabel                                | DE | AT | CH | Anmerkungen                                             |
| ---- | ----------------------------------------------- | --- | --- | --- | ------------------------------------------------------- |
| 2000 | So wie einst Real Madrid Motor Music (UMG)      | DE46 (7 Wo.)DE | — | — | Erstveröffentlichung: 17. April 2000                    |
| 2002 | Die gute Seite Motor Music (UMG)                | DE6 Gold · (24 Wo.)DE | AT4 Gold · (28 Wo.)AT | — | Erstveröffentlichung: 2. April 2002 Verkäufe: + 170.000 |
| 2004 | Burli Motor Music (UMG)                         | DE2 Gold · (30 Wo.)DE | AT4 Gold · (26 Wo.)AT | CH46 (5 Wo.)CH | Erstveröffentlichung: 29. März 2004 Verkäufe: + 115.000 |
| 2006 | You Have to Win Zweikampf Vertigo Records (UMG) | DE2 Gold · (15 Wo.)DE | AT4 (13 Wo.)AT | CH48 (9 Wo.)CH | Erstveröffentlichung: 19. Mai 2006 Verkäufe: + 100.000  |
| 2007 | La Bum Vertigo Records (UMG)                    | DE1 (12 Wo.)DE | AT5 (7 Wo.)AT | CH25 (4 Wo.)CH | Erstveröffentlichung: 3. August 2007                    |
| 2013 | New York, Rio, Rosenheim Vertigo Records (UMG)  | DE2 ×3Dreifachgold · (45 Wo.)DE | AT1 Platin · (51 Wo.)AT | CH6 (20 Wo.)CH | Erstveröffentlichung: 24. Mai 2013 Verkäufe: + 315.000  |
| 2016 | Sturm & Stille Vertigo Records (UMG)            | DE1 (12 Wo.)DE | AT3 Gold · (14 Wo.)AT | CH10 (3 Wo.)CH | Erstveröffentlichung: 7. Oktober 2016 Verkäufe: + 7.500 |
| 2022 | Jeder nur ein X Vertigo Records (UMG)           | DE7 (3 Wo.)DE | AT13 (1 Wo.)AT | CH29 (1 Wo.)CH | Erstveröffentlichung: 11. November 2022                 |

### Livealben
| Jahr | Titel Musiklabel                                | Höchstplatzierung, Gesamtwochen, AuszeichnungChartplatzierungen (Jahr, Titel, Musiklabel, Platzierungen, Wochen, Auszeichnungen, Anmerkungen) | Höchstplatzierung, Gesamtwochen, AuszeichnungChartplatzierungen (Jahr, Titel, Musiklabel, Platzierungen, Wochen, Auszeichnungen, Anmerkungen) | Höchstplatzierung, Gesamtwochen, AuszeichnungChartplatzierungen (Jahr, Titel, Musiklabel, Platzierungen, Wochen, Auszeichnungen, Anmerkungen) | Anmerkungen                                            |
| Jahr | Titel Musiklabel                                | DE | AT | CH | Anmerkungen                                            |
| ---- | ----------------------------------------------- | --- | --- | --- | ------------------------------------------------------ |
| 2004 | Live / Evil Motor Music (UMG)                   | DE39 (8 Wo.)DE | AT24 (7 Wo.)AT | — | Erstveröffentlichung: 29. April 2004                   |
| 2009 | MTV Unplugged in New York Vertigo Records (UMG) | DE1 ×2Doppelplatin · (66 Wo.)DE | AT5 Platin · (35 Wo.)AT | CH32 (4 Wo.)CH | Erstveröffentlichung: 22. Mai 2009 Verkäufe: + 420.000 |

### EPs
| Jahr | Titel Musiklabel                                                      | Anmerkungen                          |
| ---- | --------------------------------------------------------------------- | ------------------------------------ |
| 1996 | Macht doch was Ihr wollt – Ich geh’ jetzt! Blickpunkt Pop (Intercord) | Erstveröffentlichung: 1996           |
| 1998 | Thonträger Blickpunkt Pop (Intercord)                                 | Erstveröffentlichung: 26. April 1998 |

## Singles

### Als Leadmusiker
| Jahr | Titel Album                                                                     | Höchstplatzierung, Gesamtwochen, AuszeichnungChartplatzierungen (Jahr, Titel, Album, Platzierungen, Wochen, Auszeichnungen, Anmerkungen) | Höchstplatzierung, Gesamtwochen, AuszeichnungChartplatzierungen (Jahr, Titel, Album, Platzierungen, Wochen, Auszeichnungen, Anmerkungen) | Höchstplatzierung, Gesamtwochen, AuszeichnungChartplatzierungen (Jahr, Titel, Album, Platzierungen, Wochen, Auszeichnungen, Anmerkungen) | Anmerkungen                                                                  | [↑]: gemeinsam behandelt mit vorhergehendem Eintrag; [←]: in beiden Charts platziert |
| Jahr | Titel Album                                                                     | DE | AT | CH | Anmerkungen                                                                  |                                                                                      |
| ---- | ------------------------------------------------------------------------------- | --- | --- | --- | ---------------------------------------------------------------------------- | ------------------------------------------------------------------------------------ |
| 1999 | Wellenreiten ’54 So wie einst Real Madrid                                       | — | — | — | Erstveröffentlichung: 5. Juli 1999                                           |                                                                                      |
| 2000 | Fast wie von selbst So wie einst Real Madrid                                    | — | — | — | Erstveröffentlichung: 3. April 2000                                          |                                                                                      |
| 2000 | Heimatlied So wie einst Real Madrid                                             | — | — | — | Erstveröffentlichung: 10. Juli 2000                                          |                                                                                      |
| 2002 | Ein Kompliment Die gute Seite                                                   | DE6 ×3Dreifachgold · (64 Wo.)DE | AT45 (7 Wo.)AT | — | Erstveröffentlichung: 4. März 2002 Verkäufe: + 900.000                       |                                                                                      |
| 2002 | Ein Kompliment (Unplugged) MTV Unplugged in New York[DE: ↑]                     | DE6 ×3Dreifachgold · (64 Wo.)DE | AT14 (52 Wo.)AT[CH: ↑] | — | Neuauflage: 15. Mai 2009                                                     |                                                                                      |
| 2002 | Komm schon Die gute Seite                                                       | — | — | — | Erstveröffentlichung: 27. Mai 2002                                           |                                                                                      |
| 2002 | Tage wie dieser Die gute Seite                                                  | DE96 (1 Wo.)DE | — | — | Erstveröffentlichung: 16. September 2002                                     |                                                                                      |
| 2003 | Ans Ende denken wir zuletzt –                                                   | DE55 (6 Wo.)DE | AT60 (6 Wo.)AT | — | Erstveröffentlichung: 17. März 2003                                          |                                                                                      |
| 2004 | Siehst Du das genauso? Burli                                                    | DE29 (10 Wo.)DE | AT27 (7 Wo.)AT | — | Erstveröffentlichung: 16. Februar 2004                                       |                                                                                      |
| 2004 | Ich, Roque Burli                                                                | DE32 (9 Wo.)DE | AT38 (8 Wo.)AT | — | Erstveröffentlichung: 17. Mai 2004                                           |                                                                                      |
| 2004 | 1. Wahl Burli                                                                   | DE50 (7 Wo.)DE | AT59 (2 Wo.)AT | — | Erstveröffentlichung: 6. September 2004                                      |                                                                                      |
| 2004 | Ein kleiner Schritt Burli                                                       | DE100 (1 Wo.)DE | — | — | Erstveröffentlichung: 29. November 2004                                      |                                                                                      |
| 2006 | ’54, ’74, ’90, 2006 You Have to Win Zweikampf                                   | DE1 ×3Dreifachgold · (37 Wo.)DE | AT31 (8 Wo.)AT | — | Erstveröffentlichung: 5. Mai 2006 Verkäufe: + 450.000                        |                                                                                      |
| 2006 | Pogo in Togo You Have to Win Zweikampf[DE: ↑]                                   | DE1 ×3Dreifachgold · (37 Wo.)DE | AT64 (5 Wo.)AT | — | Erstveröffentlichung: 5. Mai 2006                                            |                                                                                      |
| 2006 | Eine Liebe, die nie endet You Have to Win Zweikampf                             | DE19 (9 Wo.)DE | AT57 (3 Wo.)AT | — | Erstveröffentlichung: 4. August 2006                                         |                                                                                      |
| 2007 | Alles Roger! La Bum                                                             | DE22 (9 Wo.)DE | AT55 (7 Wo.)AT | — | Erstveröffentlichung: 20. Juli 2007                                          |                                                                                      |
| 2007 | (Tu nur das) Was Dein Herz Dir sagt La Bum                                      | DE55 (5 Wo.)DE | — | — | Erstveröffentlichung: 26. Oktober 2007                                       |                                                                                      |
| 2008 | Antinazibund La Bum (Re-Release)                                                | DE75 (2 Wo.)DE | — | — | Erstveröffentlichung: 22. Februar 2008                                       |                                                                                      |
| 2009 | Ich war noch niemals in New York (Unplugged) MTV Unplugged in New York          | DE25 (11 Wo.)DE | AT23 (18 Wo.)AT | — | Erstveröffentlichung: 11. September 2009 mit Udo Jürgens                     |                                                                                      |
| 2010 | Lass mich nie mehr los (Unplugged) MTV Unplugged in New York                    | DE16 (12 Wo.)DE | AT39 (7 Wo.)AT | — | Erstveröffentlichung: 15. Januar 2010                                        |                                                                                      |
| 2010 | ’54, ’74, ’90, 2010 You Have to Win Zweikampf (Re-Release)                      | DE11 (12 Wo.)DE | AT64 (1 Wo.)AT | CH66 (1 Wo.)CH | Erstveröffentlichung: 25. Mai 2010                                           |                                                                                      |
| 2013 | Applaus, Applaus New York, Rio, Rosenheim                                       | DE4 ×2Doppelplatin · (39 Wo.)DE | AT2 (34 Wo.)AT | CH8 Gold · (33 Wo.)CH | Erstveröffentlichung: 3. Mai 2013 Verkäufe: + 615.000                        |                                                                                      |
| 2013 | New York, Rio, Rosenheim                                                        | DE49 (15 Wo.)DE | — | — | Erstveröffentlichung: 8. Oktober 2013                                        |                                                                                      |
| 2014 | Es muss was Wunderbares sein von mir geliebt zu werden New York, Rio, Rosenheim | — | — | — | Erstveröffentlichung: 2. März 2014                                           |                                                                                      |
| 2014 | Wieder kein Hit / Es muss was Wunderbares sein New York, Rio, Rosenheim         | — | — | — | Erstveröffentlichung: 29. August 2014                                        |                                                                                      |
| 2016 | Raus in den Rausch Sturm & Stille                                               | — | — | — | Erstveröffentlichung: 22. Juli 2016                                          |                                                                                      |
| 2016 | Das Geschenk Sturm & Stille                                                     | DE15 (12 Wo.)DE | AT1 (11 Wo.)AT | CH58 (3 Wo.)CH | Erstveröffentlichung: 23. September 2016                                     |                                                                                      |
| 2022 | I’m Alright! Jeder nur ein X                                                    | — | — | — | Erstveröffentlichung: 6. Mai 2022                                            |                                                                                      |
| 2022 | Spektakulär Jeder nur ein X                                                     | — | — | — | Erstveröffentlichung: 5. August 2022                                         |                                                                                      |
| 2022 | Ich scheiß’ auf schlechte Zeiten Jeder nur ein X                                | — | — | — | Erstveröffentlichung: 19. August 2022                                        |                                                                                      |
| 2022 | Du bist eine Bank Jeder nur ein X                                               | — | — | — | Erstveröffentlichung: 21. Oktober 2022                                       |                                                                                      |
| 2023 | Rebellenherz –                                                                  | — | — | — | Erstveröffentlichung: 8. September 2023 Titelsong zum Film Wochenendrebellen |                                                                                      |

### Als Gastmusiker
| Jahr | Titel Album                                       | Höchstplatzierung, Gesamtwochen, AuszeichnungChartplatzierungen (Jahr, Titel, Album, Platzierungen, Wochen, Auszeichnungen, Anmerkungen) | Höchstplatzierung, Gesamtwochen, AuszeichnungChartplatzierungen (Jahr, Titel, Album, Platzierungen, Wochen, Auszeichnungen, Anmerkungen) | Höchstplatzierung, Gesamtwochen, AuszeichnungChartplatzierungen (Jahr, Titel, Album, Platzierungen, Wochen, Auszeichnungen, Anmerkungen) | Anmerkungen                                                     |
| Jahr | Titel Album                                       | DE | AT | CH | Anmerkungen                                                     |
| ---- | ------------------------------------------------- | --- | --- | --- | --------------------------------------------------------------- |
| 2014 | Do They Know It’s Christmas? (Deutsche Version) – | DE1 (5 Wo.)DE | AT10 (3 Wo.)AT | CH21 (2 Wo.)CH | Erstveröffentlichung: 21. November 2014 mit Band Aid 30 Germany |

## Videoalben und Musikvideos

### Videoalben
| Jahr | Titel Musiklabel                                | Höchstplatzierung, Gesamtwochen, AuszeichnungChartplatzierungen (Jahr, Titel, Musiklabel, Platzierungen, Wochen, Auszeichnungen, Anmerkungen) | Höchstplatzierung, Gesamtwochen, AuszeichnungChartplatzierungen (Jahr, Titel, Musiklabel, Platzierungen, Wochen, Auszeichnungen, Anmerkungen) | Höchstplatzierung, Gesamtwochen, AuszeichnungChartplatzierungen (Jahr, Titel, Musiklabel, Platzierungen, Wochen, Auszeichnungen, Anmerkungen) | Anmerkungen                                          |
| Jahr | Titel Musiklabel                                | DE | AT | CH | Anmerkungen                                          |
| ---- | ----------------------------------------------- | --- | --- | --- | ---------------------------------------------------- |
| 2003 | Ohren zu und durch Blickpunkt Pop (UMG)         | — | AT9 (6 Wo.)AT | — | Erstveröffentlichung: 1. Dezember 2003               |
| 2009 | MTV Unplugged in New York Vertigo Records (UMG) | DE*DE | AT7 (3 Wo.)AT | — | Erstveröffentlichung: 22. Mai 2009 * siehe Livealbum |

### Musikvideos
| Jahr | Titel                                           | Regisseur(e)                   |
| ---- | ----------------------------------------------- | ------------------------------ |
| 1999 | Wellenreiten ’54                                |                                |
| 2000 | Fast wie von selbst                             |                                |
| 2000 | Heimatlied                                      |                                |
| 2000 | Wunderbaren Jahren                              | Uwe Flade                      |
| 2002 | Ein Kompliment                                  | Uwe Flade                      |
| 2002 | Komm schon                                      | Manuel Werner                  |
| 2002 | Tage wie dieser                                 | Manuel Werner                  |
| 2003 | Ans Ende denken wir zuletzt                     | Uwe Flade                      |
| 2004 | Siehst Du das genauso?                          | Uwe Flade                      |
| 2004 | Ich, Roque                                      | Uwe Flade                      |
| 2004 | 1. Wahl                                         | Uwe Flade                      |
| 2004 | Ein kleiner Schritt (live)                      | Uwe Flade                      |
| 2006 | ’54, ’74, ’90, 2006 / ’54, ’74, ’90, 2010       | Uwe Flade                      |
| 2006 | Pogo in Togo                                    | Marc Helfers                   |
| 2006 | Eine Liebe, die nie endet                       | Jan Hille                      |
| 2007 | Alles Roger!                                    | Uwe Flade                      |
| 2007 | (Tu nur das) Was Dein Herz Dir sagt             | Daniel Warwick                 |
| 2008 | Antinazibund                                    | Marc Helfers                   |
| 2013 | Hymne auf dich                                  | Sandro Cannova                 |
| 2013 | Applaus, Applaus                                | David Schalko                  |
| 2013 | New York, Rio, Rosenheim                        | Sandro Cannova                 |
| 2014 | Es muss was Wunderbares sein                    | Zoran Bihać                    |
| 2014 | Wieder kein Hit                                 | Sandro Cannova                 |
| 2014 | Do They Know It’s Christmas? (Deutsche Version) | Paul Ripke                     |
| 2016 | Raus in den Rausch                              |                                |
| 2016 | Das Geschenk                                    |                                |
| 2022 | I’m Alright!                                    | Marcel Chylla, Bernhard Schinn |
| 2022 | Spektakulär                                     | Marcel Chylla, Bernhard Schinn |
| 2022 | Ich scheiß’ auf schlechte Zeiten                | Marcel Chylla, Bernhard Schinn |
| 2022 | Du bist eine Bank                               | Sportfreunde Stiller           |
| 2023 | Rebellenherz                                    | Hans Horn                      |

## Sonderveröffentlichungen

### Alben
| Jahr | Titel Musiklabel                           | Anmerkungen                        |
| ---- | ------------------------------------------ | ---------------------------------- |
| 1997 | Demo Tape 10.97 Blickpunkt Pop (Intercord) | Erstveröffentlichung: Oktober 1997 |

| Jahr | Titel Musiklabel                                                       | Anmerkungen                                             |
| ---- | ---------------------------------------------------------------------- | ------------------------------------------------------- |
| 2007 | Essential 5: (Tu nur das) was dein Herz dir sagt Vertigo Records (UMG) | Erstveröffentlichung: 2007 Teil der „Essential-5“-Reihe |
| 2022 | Stadt, Land, Kuss. Universal Music (UMG)                               | Erstveröffentlichung: 18. März 2022 EP-Kompilation      |
| 2022 | EP der guten Hoffnung Universal Music (UMG)                            | Erstveröffentlichung: 8. April 2022 EP-Kompilation      |

### Lieder
| Jahr | Titel Album                                           | Anmerkungen                                                                           |
| ---- | ----------------------------------------------------- | ------------------------------------------------------------------------------------- |
| 2003 | Wo bist du? (Live) Zeitreise – 70 Songs aus 25 Jahren | Erstveröffentlichung: 18. November 2003 Spider Murphy Gang feat. Sportfreunde Stiller |
| 2010 | Fußballade Ensemblemusik 2 – Für Sie!                 | Erstveröffentlichung: 1. Dezember 2010 Polizeiorchester Bayern mit Various Artists    |
| 2012 | Supermänner Nieder mit der GbR                        | Erstveröffentlichung: 21. September 2012 Blumentopf feat. Sportfreunde Stiller        |
| 2013 | Supermänner (Live) Nieder mit der GbR – Live          | Erstveröffentlichung: 22. März 2013 Blumentopf feat. Sportfreunde Stiller             |

| Jahr | Titel Album                                                           | Anmerkungen                                           |
| ---- | --------------------------------------------------------------------- | ----------------------------------------------------- |
| 2017 | Applaus, Applaus Gregor Meyle präsentiert Meylensteine Vol. 2         | Erstveröffentlichung: 28. April 2017 mit Gregor Meyle |
| 2017 | New York, Rio, Rosenheim Gregor Meyle präsentiert Meylensteine Vol. 2 | Erstveröffentlichung: 28. April 2017 mit Gregor Meyle |
| 2017 | Wellenreiten ’54 Gregor Meyle präsentiert Meylensteine Vol. 2         | Erstveröffentlichung: 28. April 2017 mit Gregor Meyle |

### Videoalben
| Jahr | Titel Musiklabel                         | Anmerkungen                                                            |
| ---- | ---------------------------------------- | ---------------------------------------------------------------------- |
| 2004 | Siehst Du das genauso? Motor Music (UMG) | Erstveröffentlichung: 29. März 2004 Teil von Burli (Limited Edition)   |
| 2007 | Li Ve im Li do Vertigo Records (UMG)     | Erstveröffentlichung: 3. August 2007 Teil von La Bum (Limited Edition) |

## Promoveröffentlichungen
| Jahr | Titel Album                             | Anmerkungen                          |
| ---- | --------------------------------------- | ------------------------------------ |
| 2013 | Hymne auf Dich New York, Rio, Rosenheim | Erstveröffentlichung: 17. April 2013 |

| Jahr | Titel Album                                                                             | Anmerkungen                |
| ---- | --------------------------------------------------------------------------------------- | -------------------------- |
| 2000 | Wunderbaren Jahre Macht doch was Ihr wollt – Ich geh’ jetzt! • So wie einst Real Madrid | Erstveröffentlichung: 2000 |

| Jahr | Titel Album                                           | Anmerkungen                                                                  |
| ---- | ----------------------------------------------------- | ---------------------------------------------------------------------------- |
| 2000 | Ready, Sport… Go! 1 – Dancing with Tears in My Eyes – | Erstveröffentlichung: Dezember 2000 mit Readymade; Original: Ultravox        |
| 2001 | Ready, Sport… Go! 2 – Friday I’m in Love –            | Erstveröffentlichung: 2001 mit Readymade; Original: The Cure                 |
| 2002 | Ready, Sport… Go! 3 – Schwule Mädchen –               | Erstveröffentlichung: 11. Dezember 2002 mit Readymade; Original: Fettes Brot |

## Statistik

### Chartauswertung
|                     | DE     | AT    | CH    |
| ------------------- | ------ | ----- | ----- |
| Nummer-eins-Alben   | DE3DE  | AT1AT | CH—CH |
| Top-10-Alben        | DE8DE  | AT7AT | CH2CH |
| Alben in den Charts | DE10DE | AT9AT | CH7CH |

|                       | DE     | AT     | CH    |
| --------------------- | ------ | ------ | ----- |
| Nummer-eins-Singles   | DE2DE  | AT1AT  | CH—CH |
| Top-10-Singles        | DE4DE  | AT3AT  | CH1CH |
| Singles in den Charts | DE19DE | AT16AT | CH4CH |

|                          | DE    | AT    | CH    |
| ------------------------ | ----- | ----- | ----- |
| Nummer-eins-Videoalben   | DE—DE | AT—AT | CH—CH |
| Top-10-Videoalben        | DE—DE | AT2AT | CH—CH |
| Videoalben in den Charts | DE—DE | AT2AT | CH—CH |

### Auszeichnungen für Musikverkäufe
Anmerkung: Auszeichnungen in Ländern aus den Charttabellen bzw. Chartboxen sind in ebendiesen zu finden.
| Land/RegionAuszeichnungen für Musikverkäufe (Land/Region, Auszeichnungen, Verkäufe, Quellen) | Gold       | Platin     | Verkäufe  | Quellen           |
| -------------------------------------------------------------------------------------------- | ---------- | ---------- | --------- | ----------------- |
| Deutschland (BVMI)                                                                           | 6× Gold6   | 7× Platin7 | 3.000.000 | musikindustrie.de |
| Österreich (IFPI)                                                                            | 3× Gold3   | 2× Platin2 | 77.500    | ifpi.at           |
| Schweiz (IFPI)                                                                               | Gold1      | —          | 15.000    | hitparade.ch      |
| Insgesamt                                                                                    | 10× Gold10 | 9× Platin9 |           |                   |